# Franca Raimondi
Franca Raimondi (ur. 8 lipca 1932 w Monopoli, zm. 28 sierpnia 1988 tamże) – włoska wokalistka, zwyciężczyni Festiwalu Piosenki Włoskiej w San Remo w 1956 roku z piosenką „Aprite le finestre”, reprezentantka Włoch podczas 1. Konkursu Piosenki Eurowizji w 1956 roku z tą samą piosenką.

## Biografia i kariera artystyczna
Franca Raimondi urodziła się 8 lipca 1932 roku w Monopoli. Studiowała języki na uniwersytecie śpiewając jednocześnie dla rozrywki w rodzinnym mieście, dopóki nie podjęła decyzji o wyjeździe na północ Włoch, do Turynu, gdzie podjęła pracę w fabryce FIATa. Dala się poznać w 1953 roku wygrywając konkurs radiowy. W roku następnym wygrała festiwal Ugole d’oro, zorganizowany przez czasopismo telewizyjne Sorrisi e Canzoni. W 1955 roku została zakwalifikowana do udziału w finale Festiwalu Piosenki Włoskiej w San Remo. Wygrała Festiwal w 1956 roku z piosenką „Aprite le finestre”. Z tą samą piosenką reprezentowała Włochy podczas finału 1. Konkursu Piosenki Eurowizji w 1956 zajmując ex aequo 2. miejsce (z pozostałymi uczestnikami). Piosenka znalazła się na 10. miejscu najlepiej sprzedawanych singli we Włoszech w tym samym roku.
W 1957 roku wygrała międzynarodowy festiwal w Nicei. W następnym roku uczestniczyła w konkursie Canzonissima. Odbyła długie tournée po Kanadzie i Stanach Zjednoczonych zyskując dużą popularność.
Pod koniec 1959 roku powróciła do Włoch, by wziąć udział w programie radiowym Uno contro tutti, prowadzonym przez Mario Rivę. W 1960 roku wzięła udział w Festiwalu Piosenki Neapolitańskiej z piosenką „Canzone all’antica”.
Karierę artystyczną kontynuowała do początku lat 80.
Zmarła w Monopoli w 1988 roku.
W 2004 roku gmina Monopoli w uznaniu jej zasług dla regionu nadała jej imię pierwszemu konkursowi piosenkarskiemu, przeznaczonemu tylko dla kobiet.

## Dyskografia

### Single (78 obr.)
- 1956 – „Aprite le finestre”[1][5]
- 1956 – „Lucia e Tobia/Sogni d’or”[1]
- 1956 – „Il trenino del destino”[1][5]
- 1956 – „La colpa fù”/„La valle del sole”[1][5]
- 1956 – „La vita è un paradiso di bugie”[5]

### Single (45 obr.) i EP-ki
- 1956 – „Il trenino del destino”[1]
- 1956 – „Aprite Le Finestre”/„Amami Se Vuoi”/„Sole e rose”/„La colpa fù” (EP)[1]
- 1958 – „Pazzarella”/„Musica per tutti”[1]
- 1958 – „Io chiederò”/„Vedo te”[1]
- 1960 – „Segretamente”/„Cucù sette”[1]
- 1960 – „Canzone all’antica”/„Serenatella co si e co 'o no”[1]
- 1960 – „Se dino no, tu dici si”/„Passion flower”[1]
- 1961 – „Mostra le tue vie”[1]

### Albumy kompilacyjne
- 1978 – La storia del festival di Sanremo 1951-1977[1]
- 2004 – Sorrisi e canzoni (CD)[1]